# Ворох
Во́рох — термин для обозначения зёрен или семян различных сельскохозяйственных культур, полученных после обмолота и перемешанных с мякиной, обломками колосьев, разбитыми частями головок (к примеру, у льна), кусками соломы, мелкими камнями, землистыми частями и т. п. Для выделения зёрен (семян) из вороха применяются грохочение, веяние, просеивание и другие способы очистки. В настоящее время процессы очистки вороха, как правило, полностью автоматизированы.